# 観念の冒険
『観念の冒険』(Adventures of Ideas)とは1933年にアルフレッド・ノース・ホワイトヘッドにより発表された哲学の研究である。

## 概要
1861年にイギリスで生まれたホワイトヘッドはケンブリッジ大学のトリニティ・カレッジで数学を専攻した。その後にバートランド・ラッセルと共同して1910年から1913年にかけての研究成果を『数学原理』として発表した。次第にホワイトヘッドは研究領域を数学の研究から哲学の研究へと拡大し、科学哲学の研究や形而上学の研究に取り組むようになる。本書『観念の冒険』は『科学と近代世界』、『過程と実在』と並んで形而上学の著作として位置づけることが可能であり、ホワイトヘッドはこれらの作品の中で科学的な研究成果によって裏付けられた演繹的思考の体系を構築することに努めていた。本書は4部構成であり、第1部では社会観について、第2部では宇宙観について、第3部では哲学について、第4部では文明について論じられている。
この著作の主題は観念の歴史であるが、ホワイトヘッドはこの主題が人類の歴史に繋がることを説明している。なぜなら、観念は単なる知識に留まるものではなく、民族や社会により決定されるものであるためである。その上で近東から西欧への文明の伝播について述べている。プラトンなどの古代ギリシアの哲学者は理想的な社会についての観念を発展させたが、これは人間のさまざまな意識に影響を与えた。ホワイトヘッドによれば、観念の歴史とは観念の働きが強化され、過ちを通じて行為が洗練されていく過程として捉えることができる。ホワイトヘッドは文明が均整のとれた観念の有機的な関係であると考えていたが、文明の歴史的な発達とは哲学者による観念の冒険によって完成するものとされている。

## 文献情報
- ホワイトヘッド著、種山恭子訳「観念の冒険」山元一郎編『世界の名著　58　ラッセル・ウィトゲンシュタイン・ホワイトヘッド』中央公論社、1971年
- ホワイトヘッド著、山本誠作、菱木政晴訳『ホワイトヘッド著作集　第12巻』松籟社、1982年